# Tk-trap
tk-trap（ティーケー・トラップ）は、1996年に結成された日本の音楽ユニット名、及びライブ、ライブアルバムなど、関連するイベントや商品に用いられた名称である。

## 概要・来歴
1996年1月に日本オラクル主催で開催されたイベント「ORACLE OPEN WORLD 1996」のために結成された、小室哲哉・久保こーじを中心にしたスーパーグループ。
その他のメンバーはNo!Galers・普段から久保がプライベートで交流のある海外のミュージシャンを中心に組まれた。

## アルバム
- 1996年1月19日と20日に幕張メッセで行われたライブ音源を収めたアルバム。どの楽曲がどちらの日に収録されたかは明記されていない。
- 品番はARCJ-42。店頭にて、小室哲哉特製ポスターが付属。また、初回盤には特製trapフィルムが封入された。
- #1,#5,#6は久保こーじ作曲による楽曲。#5の後半は小室が即興で担当していたが、容量の都合上カットされている[3]。

| #  | タイトル                                                                | 作詞 | 作曲・編曲 | 時間 |
| -- | ----------------------------------------------------------------------- | ---- | ---------- | ---- |
| 1. | 「ORACLE COMMUNICATIONS」                                               |      |            | 5:40 |
| 2. | 「Let's Go」                                                            |      |            | 4:50 |
| 3. | 「CAROL (Part 1) <A DAY IN THE GIRL'S LIFE ~ CAROL (Carol's Theme I)>」 |      |            | 7:17 |
| 4. | 「CAROL (Part 2) <IN THE FOREST ~ CAROL (Carol's Theme II)>」           |      |            | 7:23 |
| 5. | 「TRANSPORTATION to The future」                                        |      |            | 4:24 |
| 6. | 「VEHICLE 2001」                                                        |      |            | 4:48 |
| 7. | 「HEAVEN AND EARTH」                                                    |      |            | 6:41 |
| 8. | 「Think Of Earth」                                                      |      |            | 8:33 |

## 映像作品
- VHS tk-trap （1996年6月21日）

## TETSUYA KOMURO ARCHIVES PROFESSIONAL PRODUCTS
2019年3月27日には受注生産の49枚組限定BOXのDISC-23に「tk-trap」[CD]、およびDISC-24に「tk-trap」[DVD]として再録された。

## tk-trap RE:2021
2021年2月24日には『tk-trap produced by tetsuya komuro cozy kubo RE:2021』と題した2021年リマスター版Blu-rayとCDの2枚組パッケージがリリース、オリコン音楽Blu-rayチャートでウィークリー4位を記録した。

## ライブデータ
- 1996年1月19日・20日、幕張メッセイベントホール

15100人を動員した。
プログレッシブ・ロックさながらの大掛かりな編成で主に久保によって書き下ろされた新曲(#2,#6,#9) と小室のTM NETWORK（TMN）・ソロ活動・プロデューサー時代の曲（全曲英語詞が起こされた）が演奏された。
「小室哲哉といえばダンスミュージックの人」という背景が既に出来ていたため、「踊らせないコンサート」「ピンク・フロイドみたいなコンサート」「昔の自分の音楽をリメイクする」をライブに臨む為の三大キーワードとした。
音のコンセプトは小室のルーツとなるプログレッシブ・ロック・ハードロック、久保のルーツであるR&Bに舞い戻る様にした。
「生と死」のコンセプトを強調するため、久保の子供の生まれたときの第一声が要所で使用された。
2日間のライブに対してリハーサルには1ヶ月かけた。リハーサルの内容は久保のバンドNo!Galersが基本となるアレンジを練り、それをレコーディングした。その音源をロサンゼルスのミュージシャンに送り、自身が担当するパートを頭に入れた後、来日して小室と合流した後、残り2週間で新たに小室主導でアレンジを再構築した。その成果もあり、ミュージックシーケンサーの利用は最小限に抑えられ、生演奏主体のサウンドになった。小室も一人のキーボーディストとして演奏に専念でき、久保もキーボーディスト・ギタリストとして存在感を示した。
他のメンバーも即興演奏を交えて演奏しているように見えるが、自由に演奏したのは小室と久保だけで、他のメンバーは事前のリハーサル通りにきっちりとした枠の中で演奏している。
「歌詞は英語詞で歌う」というコンセプトと照明の配置のアイディアは久保の発案である。「TMでやってみたらどうか」と思いながら、当時はそこまで入り込む余地は無かったが、今回のライブで実現できた。

### セットリスト
1. TK TRAP
2. ORACLE COMMUNICATIONS
3. Let's Go
4. CAROL (Part 1) <A DAY IN THE GIRL'S LIFE ~ CAROL (Carol's Theme I)>
5. CAROL (Part 2) <IN THE FOREST ~ CAROL (Carol's Theme II)>
6. TRANSPORTATION to The future
7. Keiboard solo from VAMPIRE HUNTER D
8. Think Of Earth
9. VEHICLE 2001
10. Heaven and Earth
11. GIA CORM FILLIPO DIA (DEVIL'S CARNIVAL)※アンコール